# Heteropogon erinaceus
Heteropogon erinaceus là một loài ruồi trong họ Asilidae. Heteropogon erinaceus được Loew miêu tả năm 1871. Loài này phân bố ở vùng Cổ Bắc giới.